# بهرام‌آباد (اسلام‌شهر)
بهرام‌آباد، روستایی از توابع بخش مرکزی شهرستان اسلامشهر در استان تهران است.

## جمعیت
این روستا در دهستان ده عباس قرار دارد و براساس سرشماری مرکز آمار ایران در سال ۱۳۸۵، جمعیت آن ۱٬۷۷۰ نفر (۴۰۷خانوار) بوده‌است.